# Saad Abdul-Amir
Saad Abdul-Amir (arab.سعد عبدالامير, ur. 19 stycznia 1992) – iracki piłkarz występujący na pozycji pomocnika w drużynie Al-Ahli Dżudda.

## Kariera piłkarska
Saad Abdul-Amir jest wychowankiem klubu Al-Karch Bagdad. W pierwszej drużynie grał przez dwa sezony. W 2010 przeszedł do innej ekipy z irackiej ekstraklasy – Erbil SC. W sezonie 2011/2012 wywalczył z tym zespołem mistrzostwo Iraku. W latach 2012 i 2014 docierał z zespołem z Irbil do finału Pucharu AFC, ale najpierw Irakijczycy przegrali z kuwejckim Al Kuwait Kaifan, a następnie z Al Qadsia z tego samego kraju. W 2015 roku Abdul-Amir przeszedł do saudyjskiego Al-Qadisiyah Al-Chubar, a od początku 2017 roku gra w Al-Ahli Dżudda.
Saad Abdul-Amir w 2010 zadebiutował w reprezentacji Iraku. Miał wtedy 18 lat. W 2011 został powołany na Puchar Azji. Rok później zagrał w Pucharze Azji Zachodniej, w którym Irak przegrał dopiero w finale. W 2014 roku zdobył brązowy medal Igrzysk Azjatyckich. Uczestniczył także w Puchar Azji 2015, na którym Irakijczycy zajęli czwarte miejsce. Abdul-Amir był kapitanem reprezentacji Iraku podczas igrzysk olimpijskich w Rio de Janeiro. Azjaci odpadli z turnieju po fazie grupowej, w której zremisowali wszystkie mecze, a Abdul-Amir strzelił jedynego gola.